# Batalla de Bunker Hill
La batalla de Bunker Hill tuvo lugar el 17 de junio de 1775, como parte del sitio de Boston durante la guerra de Independencia de los Estados Unidos. El General Israel Putnam estaba a cargo de las fuerzas revolucionarias, mientras que el General de división William Howe mandaba las fuerzas británicas. Aunque la batalla es conocida como de la colina Búnker ("Bunker Hill"), la mayor parte de la lucha se desarrolló realmente en la cercana Breed's Hill.
El resultado fue una victoria pírrica para los británicos, quienes sufrieron más de mil bajas. En su tercer asalto, las fuerzas británicas superaron las trincheras en las colinas Breed y Bunker. Después, el general británico Henry Clinton escribió en su diario que "Unas pocas victorias más como esta seguramente pondrían fin al dominio inglés en América."
El objetivo inmediato de Howe se logró, pero no afectó al sitio; sin embargo, demostró que los estadounidenses estaban decididos a presentar una batalla campal. (Entre los historiadores, se debate si el general Putnam, su segundo, coronel William Prescott, o alguien más dio la orden, "¡No disparéis hasta que no veáis el blanco de sus ojos!").

## Antecedentes
Desde mayo de 1775, la provincia de la bahía de Massachusetts se encontraba bajo la ley marcial. Desde que comenzara el conflicto armado con los colonos el 19 de abril de 1775 con la batalla de Lexington y Concord, las fuerzas de Gage habían sido asediadas en Boston por 8000 a 12 000 milicianos, dirigidos principalmente por el general Artemas Ward. En mayo, la guarnición británica se incrementó con la llegada de unos 4500 soldados adicionales y el comandante-general Howe. El almirante Samuel Graves mandaba la flota en el interior de la bahía. Muchas de las tropas británicas estaban perdidas. Desde el punto de vista territorial, ganaron los británicos, pero desde el punto de vista de las pérdidas, fue una victoria del ejército continental. Solo se perdieron 450 colonos.

### Geografía

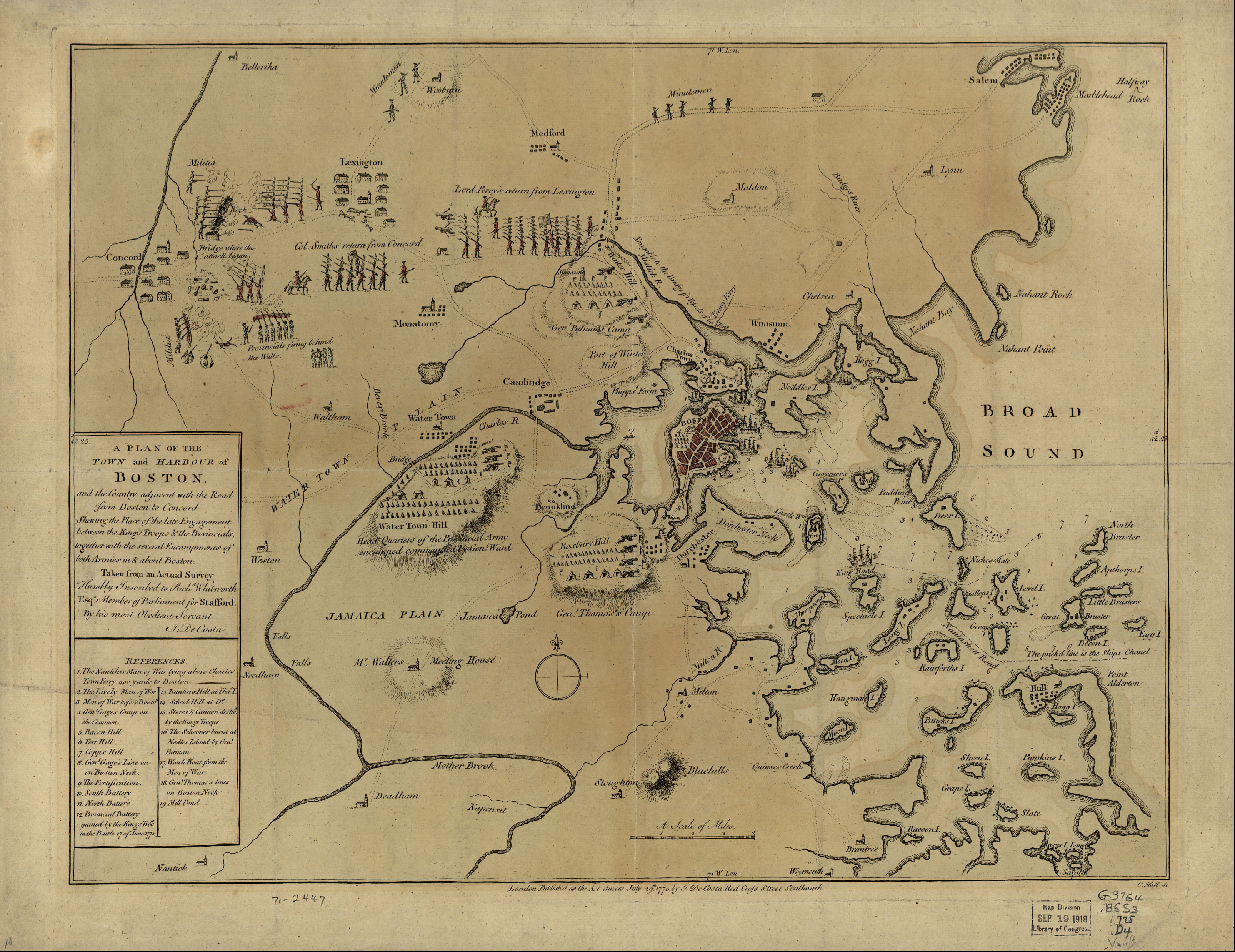
Mapa de 1775 de la región de Boston (contiene alguna información errónea)

La península de Charlestown (también conocida como el "Cuello") era estrecha hacia el noroeste y se extendía unos 1600 metros hacia el suroeste dentro de la bahía de Boston. En su punto más cercano, menos de 300 metros lo separan de la península de Boston. Bunker Hill es una colina en la parte norte de la península, y Breed's Hill está cerca del final de Boston, mientras que Charlestown ocupaba las llanuras en el final meridional (es el barrio más antiguo de Boston).

## Batalla

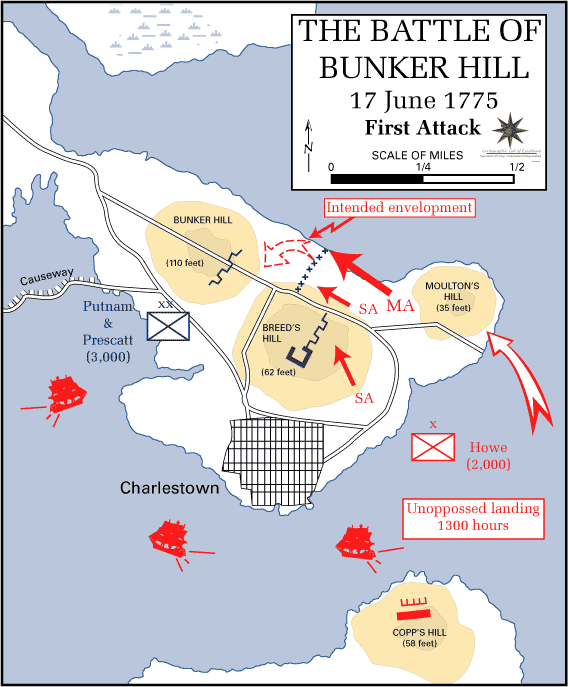
El primer ataque británico contra Bunker Hill. Las zonas coloreadas son colinas.

En la noche del 16 de junio, el coronel estadounidense William Prescott llevó 1500 hombres a la península. Al principio, Putnam, Prescott, y su oficial de ingenieros, el capitán Richard Gridley, estaban en desacuerdo sobre dónde colocar su defensa. Breed's Hill parecía más fácil de defender, y decidieron construir su primer baluarte allí. Prescott y sus hombres, usando el esquema de Gridley, comenzaron a cavar una fortificación de 50 metros de longitud y 25 metros de anchura, con zanjas y paredes de barro. Añadieron extensiones de zanjas y diques hacia el río Charles a su derecha y comenzaron a reforzar una valla que quedara a su izquierda.
Al alba, sobre las 4 de la mañana, un centinela a bordo del HMS Lively vio la nueva fortificación. Lively abrió fuego, deteniendo temporalmente la obra de los colonos estadounidenses. El almirante Graves, en su buque bandera HMS Somerset, se despertó irritado por el fuego que él no había ordenado. Ordenó que pararan, pero cambió de opinión cuando subió a cubierta y vio las obras. Ordenó que los 128 cañones de la bahía abrieran fuego contra la posición de los colonos, pero los costados del buque probaron su ineficacia a la vista de que los cañones no se podían elevar lo suficiente para apuntar a las fortificaciones.
Al otro lado del estrecho canal en Boston se encontraba el general Gage, su personal, y el Abijah Willard, colono leal a la corona. Al mirar por un telescopio, Willard reconoció a su cuñado, el coronel Prescott. "¿Luchará él?' preguntó Gage. 'No puedo hablar por sus hombres,' contestó Willard 'pero Prescott te combatirá hasta las puertas del infierno."
Prescott cumplió la palabra de Willard, pero sus hombres no eran tan resueltos. Cuando un joven soldado raso resultó muerto por el fuego de cañón, Prescott ordenó que se lo enterrara rápidamente y de la manera más discreta posible, pero un gran grupo de hombres le hicieron un solemne funeral y poco después varios desertaron.
Llevó casi seis horas organizar una fuerza de infantería e inspeccionar a los hombres en un desfile. El general Howe iba a liderar el principal asalto, rodeando el flanco izquierdo de los colonos, y así tomarlos por detrás. El General Brigadier Robert Pigot en el ala izquierda británica dirigiría el asalto directo contra la fortificación. El comandante John Pitcairn lideró el flanco o fuerza de reserva. Se necesitaron varios viajes en chalupa para transportar las fuerzas de Howe hasta la esquina oriental de la península, conocida como Moultons Hill. En un día caluroso, con túnicas de lana y todos los pertrechos de campo que pesaban unos 27 kilos, los británicos finalmente estuvieron preparados alrededor de las dos de la tarde.

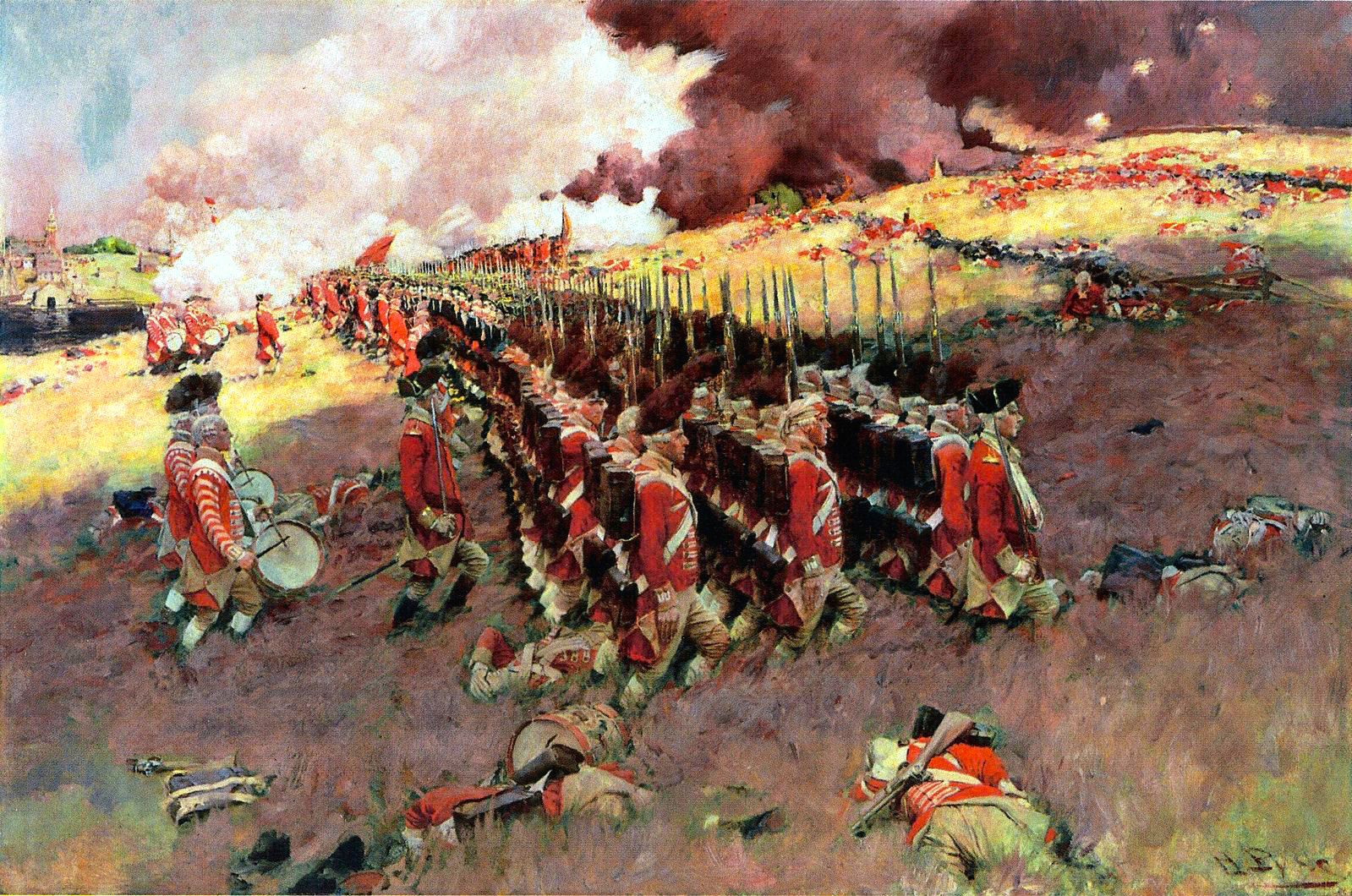
La batalla de Bunker Hill, Howard Pyle, 1897

Los colonos estadounidenses, al ver esta actividad, también pidieron refuerzos. Las únicas fuerzas que alcanzaron las posiciones avanzadas fueron el primer y Tercer regimiento de New Hampshire  de 200 hombres, bajo el mando de los coroneles John Stark y James Reed (más tarde ambos fueron generales.) Los hombres de Stark tomaron posiciones a lo largo de la valla del límite norte de la posición estadounidense. Cuando la marea baja abrió un hueco a lo largo del Mystic River por el lado noreste de la península, rápidamente extendieron la valla con una corta pared de piedra hacia el norte, acabando al borde del agua en una pequeña playa. Gridley o Stark colocaron una estaca a unos treinta metros en frente de la valla y ordenaron que nadie disparara hasta que los regulares la sobrepasaran. El soldado raso John Simpson, sin embargo, desobedeció, y abrió fuego tan pronto como tuvo un tiro claro, empezando de esta manera la batalla.

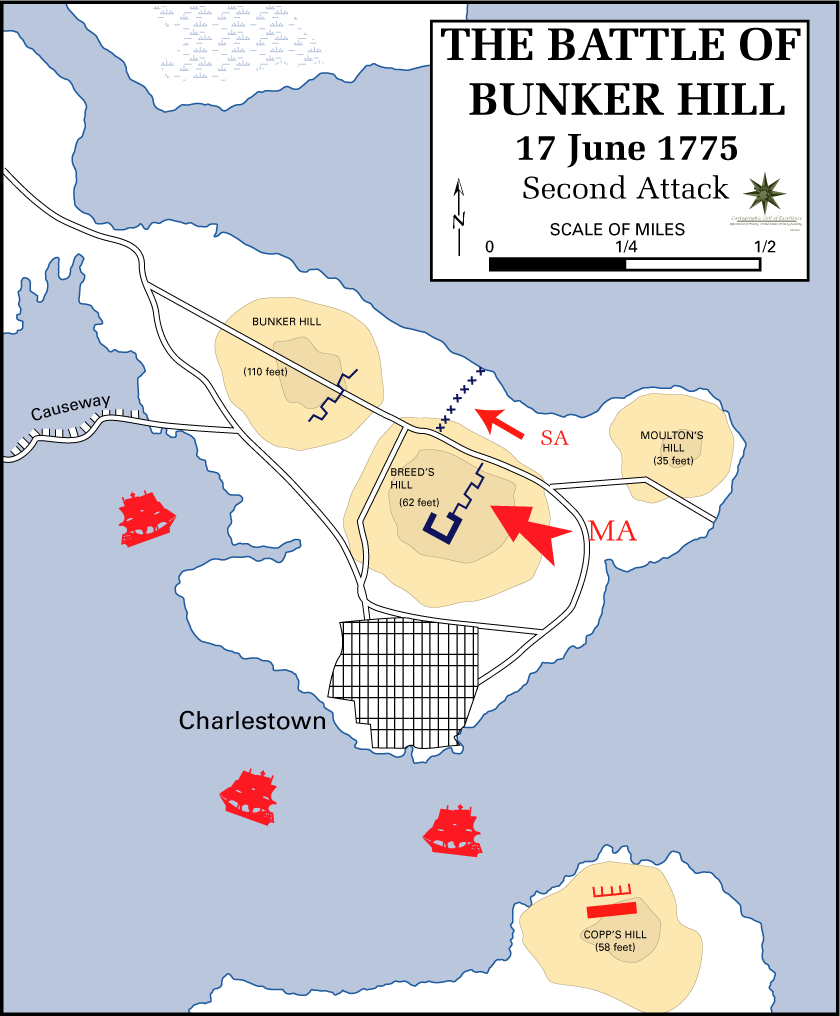
El segundo ataque británico contra Bunker Hill.

El General Howe separó tanto las compañías de infantería ligera y los granaderos de todos los regimientos disponibles. A lo largo de la estrecha playa, el flanco derecho más alejado de la posición estadounidense, Howe colocó su infantería ligera. Ordenó la formación en línea de cuatro y con varios cientos de profundidad, guiados por oficiales con chaquetas de unforme color rojo escarlata. Tras el primitivo muro de piedra se colocaron los hombres de Stark. En el medio de las líneas británicas, para atacar la valla de hierro entre la playa y el reducto se colocaron los hombres de Reed y el resto del regimiento de New Hampshire de Stark. Para oponerse a ellos, Howe juntó todas las compañías de granaderos del flanco en la primera línea, apoyadas por las compañías en línea de los regimientos 5.º y 52.º. El ataque contra el propio reducto fue comandado por el brigadier general Robert Pigot, al mando de las compañías en línea 38.ª y 43.ª, junto con los marines.
Prescott perdía hombres a un ritmo constante. Perdió pocos en el bombardeo, pero escogió a diez voluntarios para llevar a los heridos a la parte de atrás. Otros se aprovecharon de la confusión para unirse a la retirada. Dos generales se unieron a la fuerza de Prescott, pero ambos declinaron el liderato y simplemente lucharon individualmente. Uno de estos fue el doctor Joseph Warren, presidente del Consejo y cabeza visible del gobierno revolucionario de Massachusetts (su comisión como General de División aún no era efectiva.) El segundo fue Seth Pomeroy. Para el momento de inicio de la batalla, 1400 colonos se defendían de 2600 soldados regulares.

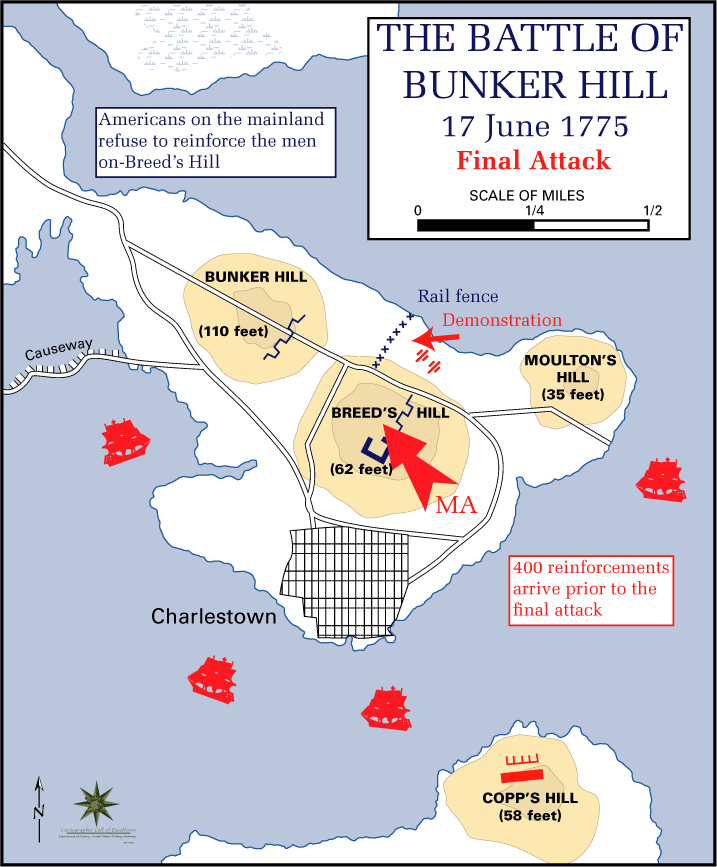
El tercer y último ataque británico contra Bunker Hill.

Los primeros asaltos a la valla y el reducto se encontraron con fuego masivo desde muy cerca que los rechazó, causando numerosas bajas británicas. La reserva, reuniéndose justo al norte de la ciudad, también sufría bajas del fuego de rifle en la ciudad. Los hombres de Howe volvieron a formar en el campo e hicieron un segundo ataque al muro, sin éxito.
Para entonces, los estadounidenses habían perdido toda la disciplina de fuego. En las batallas tradicionales del siglo XVIII, las compañías de hombres disparaban, volvían a cargar, y se movían siguiendo órdenes específicas, tal como habían sido entrenados (véase el sección de tácticas de guerra en "Mosquetes"). Después de su descarga inicial, los estadounidenses lucharon como individuos, cada hombre disparando tan deprisa como podía. Los británicos se retiraron casi a sus posiciones originales en la península para reagruparse. La armada, junto con la artillería de Copp's Hill en la península de Boston, disparaba acaloradamente sobre Charlestown. Todos los aproximadamente 400 edificios y los muelles ardieron completamente, pero los francotiradores se retiraron con seguridad.
El tercer ataque británico consiguió tomar el reducto. Las reservas británicas se incluyeron en este asalto, y ambos flancos se concentraron en el reducto. Los defensores se quedaron sin munición, con lo que todo se redujo a una lucha de bayonetas, pero la mayor parte de los mosquetes estadounidenses carecían de bayonetas.

## Secuelas
Los británicos se habían hecho dueños del terreno, pero el precio fue muy alto; 1054 habían sido alcanzados (226 muertos y 828 heridos), y un número desproporcionado de estos eran oficiales. Las pérdidas entre los colonos eran solo de unos 450, de los cuales 140 murieron (incluido Joseph Warren), y 30 capturados (20 de los cuales murieron más tarde como prisioneros de guerra).  La mayor parte de las pérdidas estadounisenses ocurrieron durante la retirada.  El Comandante Andrew McClary fue el oficial de más alto rango que murió en la batalla. Se le conmemoró dedicándole un fuerte en Kittery, Maine: Fort McClary.
Los heridos y muertos británicos incluyen la mayor parte de sus oficiales. De todo el personal de campo del general Howe, solo él no recibió ningún disparo. El comandante Pitcairn resultó muerto, y el coronel James Abercrombie quedó herido de muerte. La retirada estadounidense y el avance británico recorrieron toda la península, incluyendo Bunker Hill lo mismo que Breed's Hill. Bajo el mando de Putnam, los estadounidenses rápidamente asumieron nuevas posiciones en el continente. Añadido al agotamiento de las tropas de Howe, había pocas posibilidades de avanzar sobre Cambridge y romper el sitio.
La actitud de los británicos cambió significativamente, tanto los individuos como el gobierno. Thomas Gage fue pronto destituido, nombrándose al general Howe poco después. El informe de Gage al gabinete reiteraba sus advertencias iniciales de que "se usara un gran ejército para reducir a esta gente" y que requeriría "alquilar tropas extranjeras."
La famosa orden, "No disparéis hasta que veáis el blanco de sus ojos" se hizo popular en varias historias sobre Bunker Hill. Sin embargo, no es seguro quién la emitió, pues varios escritores se lo atribuyen a Putnam, Stark, Prescott o Gridley.
Otro dato inseguro es la intervención en la batalla de afroamericanos.
Se sabe seguro que algunos estuvieron involucrados en la batalla, pero su número exacto se desconoce. Uno de ellos fue Salem Poor, que fue destacado por su valentía y cuyas acciones en el reducto salvaron la vida de Prescott, pero son dudosos los relatos que le atribuyen la muerte de Pitcairn. Otros afroamericanos presentes fueron Peter Salem, Prince Whipple, y Brazillari Lew. El mulato Phillip Abbot de Andover resultó muerto en la batalla.
Entre los voluntarios coloniales en la batalla estuvieron James Otis, Henry Dearborn, John Brooks, William Eustis, Daniel Shays, William Barton e Israel Potter. Entre los oficiales británicos estaban el general Henry Clinton, general John Burgoyne, y Teniente Lord Francis Rawdon-Hastings, primer marqués de Hastings.
(Compañía de granaderos, 5.º regimiento a pie).

## Bajas de oficiales británicos
Los siguientes oficiales británicos murieron en la batalla de Bunker Hill, o como consecuencia de las heridas recibidas o fueron heridos y presumiblemente se recobraron. La lista no es completa, pero indica el alto grado de las bajas entre los oficiales británicos:
Teniente-Coronel James Abercrombie – 22.º infantería - muerto en Bunker Hill
Insignia Balaquire - 5.º infantería - herido en Bunker Hill
Teniente Bard - 35.º infantería - muerto en Bunker Hill
Teniente Bruere - 14.º infantería (sirviendo como voluntario) - muerto en Bunker Hill
Capitán Campbell - HM Marines - muerto en Bunker Hill
Insignia Charleton – 5.º infantería - herido en Bunker Hill
Teniente Croker – 5.º infantería - herido en Bunker Hill
Teniente Dalrymple - 63.º infantería - muerto en Bunker Hill
Capitán Davidson - 52.º infantería - herido en Bunker Hill
Capitán Patrick Downs - 5.º infantería - mortalmente herido en Bunker Hill, murió por la tarde.
Teniente Dutton - 38.º infantería - muerto en Bunker Hill
Capitán Ellis - HM Marines - muerto en Bunker Hill
Teniente Finnie - HM Marines - muerto en Bunker Hill
Teniente Gardner - HM Marines - muerto en Bunker Hill
Teniente Gold - 47.º infantería - muerto en Bunker Hill
Capitán George Harris - 5.º infantería - herido en Bunker Hill (disparado en la cabeza, se recuperó y más tarde fue ascendido a general y fue nombrado primer Baron Harris).
Teniente Higgins - 52.º infantería - muerto en Bunker Hill
Teniente Hilliard - 47.º infantería - muerto en Bunker Hill
Capitán Hudson - 65.º infantería - muerto en Bunker Hill
Capitán John Jackson - 5.º infantería - herido en Bunker Hill
Capitán Mackenzie - 43.º infantería - muerto en Bunker Hill
Teniente M’Clintockx - 5.º infantería - herido en Bunker Hill
Capitán Francis Marsden - 5.º infantería - herido en Bunker Hill, murió después de haber vivido otros cinco años en Burntwood Hall el 12 de febrero de 1780, presumiblemente de las heridas recibidas. Tiene un monumento en el interior de la catedral de Wakefield, en West Yorkshire.
Comandante John Pitcairn - HM Marines - mortalmente herido en Bunker Hill y murió por la tarde.
Teniente Shea - HM Marines - muerto en Bunker Hill
Capitán Sherwin - 67.º infantería - muerto en Bunker Hill – Ayudante de campo del general Howe.
Capitán Smith - 52.º infantería - muerto en Bunker Hill
Comandante Williams - 52.º infantería - muerto en Bunker Hill

## Conmemoraciones

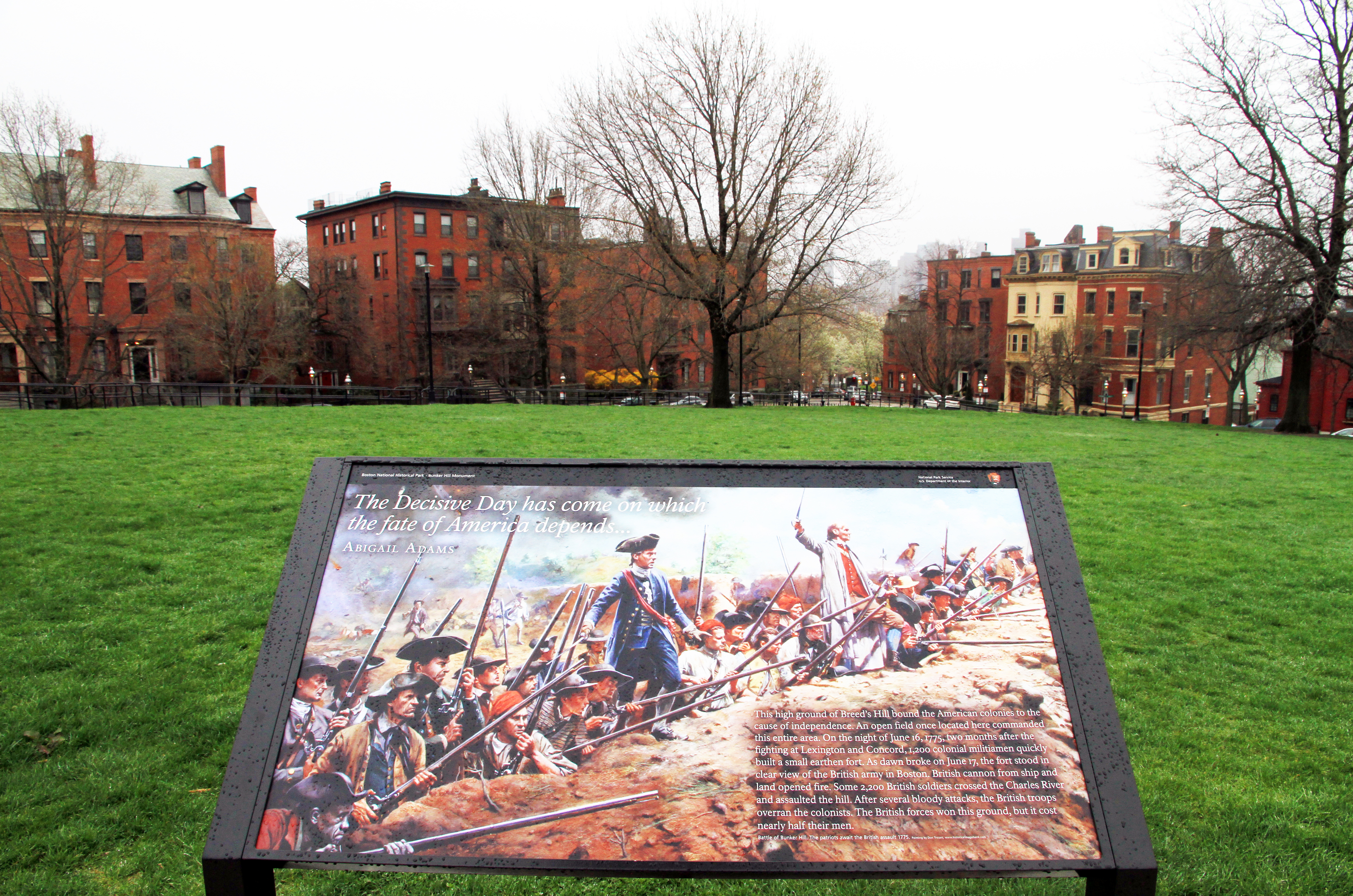
Bunker Hill Monument Park

- El Monumento de Bunker Hill en el lugar es un obelisco de 67 metros de alto. Hay también una estatua de Prescott en una pose famosa tranquilizando a sus "granjeros".
- El día de Bunker Hill, conmemorativo de la batalla, es una fiesta oficial en el condado de Suffolk, Massachusetts. Las instituciones estatales en Massachusetts (como la educación secundaria pública) también celebran esta festividad.

## En videojuegos
La batalla de Bunker Hill es fielmente representada en el juego de Feral Interactive: Empire Total War, en la cual se trata de que el jugador cambie la historia del resultado de la batalla al darle su victoria a los estadounidenses, pero siendo esto casi imposible de lograr, sobre todo por las cargas inglesas con la caballería.
La batalla de Bunker Hill también aparece en el juego Assassin's Creed III, que precisamente se sitúa durante La Guerra De Independencia. Connor, el protagonista, debe traspasar las líneas enemigas sin recibir una sola bala, utilizando búnkeres y grandes piedras que le dan cobertura, hasta llegar cerca del general inglés John Pitcairn para poder asesinarlo. Todo el juego en sí hace constantes referencias a batallas, conflictos y a la creación de los Estados Unidos de América.
Además Aparece el nombre, en el juego Fallout 4 como un Huevo de Pascua (virtual)